# Susana Molinari Leguizamón
Susana Molinari Leguizamón, escritora argentina, escribe tanto en italiano, en español, como en francés. 

Con fecha anterior a 1939 publica un libro de poemas intitulado: El Jardín del Silencio con el pseudónimo Alma del Fiore. Luego en Buenos Aires en el año 1939 publica, en la Sociedad Impresora Americana, un libro de poemas en francés intitulado La Clef du Paradis; en 1940 publica otro poemario: Au Seuil de l'avenir; y Crímenes ocultos (Teatro), en la Sociedad Impresora Americana, en 1942.
Probablemente se trata de la hija del prestigioso médico argentino Dr. José Felipe Molinari (1867-1927) y de Justina Leguizamón.